# Стариков, Николай Викторович
Никола́й Ви́кторович Ста́риков (род. 23 августа 1970, Ленинград, РСФСР, СССР) — российский общественный и политический деятель, писатель, публицист, блогер. Автор ряда книг по новой и новейшей истории, экономике, а также геополитике, вызвавших критические оценки со стороны профильных специалистов. Основатель и идейный лидер общественной организации «Профсоюз граждан России» и «Партии Великое Отечество» (ныне реорганизована в общероссийское общественное движение «Патриоты Великого Отечества»). Один из лидеров движения «Антимайдан». Член «Общероссийского народного фронта» в Санкт-Петербурге. Член Центрального совета партии «Справедливая Россия — Патриоты — За правду» с 2021 года. Член «Изборского клуба». До января 2021 года — коммерческий директор ОАО «Первый канал — Санкт-Петербург».

## Биография
Состоял в ВЛКСМ. В 1992 году окончил Санкт-Петербургскую инженерно-экономическую академию им. Пальмиро Тольятти (диплом инженера-экономиста химической промышленности). В 2002 году принимал участие в выборах в Законодательное собрание Санкт-Петербурга, но проиграл, набрав 230 голосов (0,95 % от числа проголосовавших). На момент выдвижения работал менеджером по продажам ЗАО «Европа плюс Санкт-Петербург». До января 2021 года являлся коммерческим директором петербургского филиала Первого канала.
Дебютировал как писатель в 2006 году. Автор 20 книг (на 2020 год). В 2011 году получил Книжную премию Рунета за книгу «Национализация рубля…». С 2013 года сотрудничает с книгоиздательством «Питер», которое выпускает серию книг «Николай Стариков рекомендует прочитать».

Сам Стариков так говорит о своих книгах:
В своих книгах стараюсь логично и доходчиво объяснить, что и почему происходит в нашей стране. Что на самом деле стоит за красивыми словами и историческими штампами. Пытаюсь заставить людей задуматься, самим осмысливать произошедшее и происходящее.
Часто[уточнить] выступает на различных конференциях, а также в качестве приглашённого эксперта в телевизионных программах. Снимался в документальных фильмах в качестве эксперта — «Парвус революции», «Штурм Зимнего. Опровержение», «Заговор кукловодов: Бесы для России», «Золото. Обман высшей пробы», «Февральский синдром», «Смерть вождя», «Костры демократии», «Тегеран-2012», «Уроки 22 июня», «Запах нефти», «Юбилей спрута» и др.

## Общественная и политическая деятельность
Основатель общественной организации Профсоюз граждан России. Основатель и лидер «Партии Великое Отечество» (ПВО).
Летом 2012 года создал социальную сеть «Интернет-Ополчение», провозгласившую своей целью «говорить правду, распространять честную информацию, вскрывать манипулирование фактами и общественным мнением». Эта социальная сеть призывает руководство Российской Федерации лишить участниц группы Pussy Riot гражданства Российской Федерации, выслать их из страны, с последующим запретом на возвращение обратно. Также участники движения отправили в твиттер губернатора Санкт-Петербурга Георгия Полтавченко множество сообщений с просьбами о запрете гей-парадов.
14 марта 2013 года во время презентации в Киеве книги «Сталин. Вспоминаем вместе» многочисленные пришедшие активисты партии «Свобода» стали скандировать «Ганьба!» («Позор!»). В результате презентация оказалась сорвана, и Стариков покинул зал. Вслед ему закричали: «Иди домой, Стариков!» Депутат Верховной Рады от партии «Свобода» Андрей Ильенко, комментируя позднее произошедшее журналистам, заявил, что в столице независимой Украины недопустимо проводить «антиукраинские презентации» и рекламировать книги, прославляющие Сталина, виновного в гибели миллионов украинцев.
В январе 2015 года стал одним из инициаторов создания российского движения «Антимайдан», целью которого заявлены борьба с «пятой колонной» и недопущение развала государства. Попутно члены движения планировали собираться на акциях оппозиции.
16 октября 2018 года заявил о сложении полномочий и прекращении членства в «Партии Великое Отечество», но утверждал, что остаётся верен своим идеям и продолжает свою деятельность в рамках Общероссийского общественного движения «Патриоты Великого Отечества». С 2017 года — один из учредителей фонда «Великое Отечество», осуществляеющего помощь пострадавшим в войне жителям ДНР и ЛНР.
Являлся членом экспертного совета партии «За правду» (2020—2021). С 2021 года — член Центрального совета партии «Справедливая Россия — Патриоты — За правду».

## Личная жизнь
По словам Старикова, его дед Николай Васильевич Стариков был подполковником КГБ СССР, кавалером ордена Ленина.
Женат, воспитывает двух дочерей.

### Взгляды
Николай Стариков называет себя государственником, считает что роль государства в экономике должна быть максимальной, является сторонником консервативных взглядов, выступая противником либерализма. Поддерживает В. В. Путина, критикует экономический курс страны, при этом исходит из того, что Путин не контролирует действия правительства и, в частности, не несёт ответственности за пенсионную реформу. Выступает с позиции российского ирредентизма, является активным сторонником концепции «Русского мира». Выступает за сохранение традиционных семейных ценностей. Считает, что граждан России никто не имеет права судить и содержать под стражей за пределами Российской Федерации.
Главным врагом России традиционно считает Великобританию. Поддерживает точку зрения, что И. В. Сталин сыграл существенную положительную роль в развитии страны. Считает, что он был отравлен при активном участии западных спецслужб. В своей книге «Главный враг России» высказывал мнение, что Адольф Гитлер является ставленником деловых кругов Великобритании и США. Отрицает причастность НКВД в расстреле польских офицеров в Катыни.
Выступает против членства России в ВТО, против введения в России ювенальной юстиции, за национализацию Центробанка Российской Федерации.

## Критика
В 2009 году доктор экономических наук, профессор Государственного университета управления Е. В. Балацкий опубликовал рецензию на книгу Старикова «Кризис. Как это делается?», в которой раскритиковал методологический подход автора, который, по его словам, исходит из собственного утверждения о рукотворности кризиса, игнорируя существующие версии. Кроме того, критике подверглись и источники, на которые Стариков опирался при работе над своей книгой, полагая, «литература по кризису, которая насчитывает тысячи серьезных публикаций, почти не представлена; редкие ссылки на маргинальных авторов и столь же маргинальные работы заменяют реальную фундированность проделанной работы», хотя и отмечает, «речь не идёт о полном перечне работ о кризисе, но и их игнорирование с уже существующими версиями объяснений, кажется несколько искусственным» делая из это всего вывод, что поэтому «сама книга кажется весьма поверхностной, в чём и состоит один из её недостатков». Также в рецензии констатируется непонимание исторических фактов, связанных с созданием ФРС и Великой депрессией и мистификация автором отмены золотого стандарта, поскольку «гарантом в сегодняшнем мире служит экономика с её товарной массой, а не какие-то эфемерные золотые слитки», а значит, утверждение о том, что «главная задача Великой депрессии состояла в уничтожении золотого стандарта, ничем нельзя обосновать». В заключении Балацкий высказывает мнение, что «в целом в книге… доминирует теория заговора», указывая на то, что в ней преподносится ясный и простой взгляд, что везде господствуют «частные интересы и их проводники в США, которые всем желают зла, а на них, этих злых магнатов, нет управы» несмотря на то, что «в последнее время этим злым парням всё тяжелее управлять миром и эксплуатировать его» и поэтому «выдумывают они всё новые и новые гадости для нас». В ответ он отмечает, мир устроен гораздо сложнее и постоянно изменяется, и в нём «нет безоговорочного консенсуса» даже у крупного бизнеса, «государство и частный сектор находятся в сложном неустойчивом равновесии», а также присутствуют «национальные интересы разных стран и этнических бизнес-групп». Таким образом «здесь действует миллион факторов, каждый из который вносит свой вклад в общий результат». А касаясь кризиса в США Балацкий указывает на то, что «этот кризис никому не выгоден» поскольку от него в равной степени пострадали «простые люди, и мелкий бизнес, и крупные компании, и мощнейшие банки», поэтому «нелепо думать, что весь кризис задуман, чтобы навредить и собственному государству, и своему народу, да еще и самому себе».
Исходя из этого Балацкий делает вывод, что «именно поэтому основная линия» рецензируемой им книги Старикова «не выдерживает никакой критики» и высказывает мнение что «это опримитивливание реальных процессов, рассчитанное на полуграмотное население, которое не в состоянии отделить зерна от плевел».
Вице-президент Центра политических технологий А. В. Макаркин, рассматривая отставку председателя Совета по правам человека при президенте РФ Э. А. Памфиловой и то «насколько заявленным задачам модернизации соответствует продолжение антилиберальной кампании, носящей хотя и не официальный, но „официозный“ характер» отметил, что «в качестве идеологического союзника воспринимается <…> „селигерский“ лектор, конспиролог Николай Стариков, считающий, что финансовый кризис 2008 года был инициирован США после военных действий на Южном Кавказе с тем, чтобы ослабить позиции России». Сам Стариков любые обвинения в конспирологических взглядах отрицает.
Японист, кандидат исторических наук Юрий Георгиев замечает, что в «проблемной» книге Старикова «Кто убил Российскую империю? Главная тайна XX века» версия о финансировании Парижской и Женевской конференций японским полковником не имеет никаких документальных подтверждений.
Военный историк-медиевист и левый публицист К. А. Жуков в критической статье «Стариковская история» на левом портале «Красные Советы» описывает методы исторического исследования Старикова на примере революции 1905 года и Русско-японской войны и приходит к выводу: изложение этих двух событий писателем не является исторической работой вообще — это ангажированный, крайне тенденциозный продукт, призванный запутать читателя, несведущего в тематике.
Писатель-декабристовед и публицист Я. А. Гордин называет книгу Старикова «Кто финансирует развал России? От декабристов до моджахедов» примером «декабристской конспирологии», обращая внимания на непроверяемые сенсационные утверждения и плохое знание контекста событий.
В 2013 году в научно-просветительском журнале «Скепсис» была опубликована статья «Мещанин во писательстве», в которой критическому разбору были подвергнуты книги Старикова о революции и Сталине. По мнению автора: «В книгах Старикова в сотни раз больше ложных утверждений и бездоказательных выводов, чем можно разобрать в одной статье. Масштабы этого вранья так велики, что бессмысленно ходить по пятам за автором и указывать на его очередные ляпы».

В 2015—2016 годах коммунистический публицист П. Г. Балаев выпустил в двух частях («Анти-Стариков», «Анти-Стариков-2») книгу с критикой его взглядов. Сам Стариков высказал следующее отношение в данным публикациям: 
Я их не читал, так, немного полистал. Обо всём мне расскажут мои читатели. Могу сказать, что было на самом деле. Некий бывший работник таможни уверовал, что он достаточно крепкий историк, и начал работать, так сказать. Что касается посылов в мою сторону, то он за основу своей критики взял мою самую первую книгу, причём самое первое её издание, а книга уже перерабатывалась 5 раз! Это была моя первая книга, и как её надо писать правильно в методологическом смысле, я не совсем понимал. Автор же, Пётр Балаев, к примеру, говорит о том, что на Украине всё произошло своим естественным путём, а не как в 1917-м, или в 1933-м. Да и заголовок у книги, мягко говоря, не джентльменский.
В 2016 году российско-американский журналист, публицист и писатель Стивен Крайз в книге «Кризис. Как это делается. Геополитическая „теория“ Старикова» критикует работу Старикова «Кризис: Как это делается» — на основе материалов из американских источников опровергает ряд утверждений и выводов, сделанных Стариковым, указывает на неточности цитирования или отсылок (вплоть до приписывание цитат) в книге публициста.
Газета «Коммерсантъ-Власть» номинировала Старикова на конкурс изречений «Лизость к телу-2010» из-за его высказываний о Владимире Путине: «Так уж решило провидение, что на сложнейшем участке нашей истории у руля оказался Путин. И как бы к нему ни относиться, сегодня именно он удерживает страну от хаоса. Именно поэтому он не должен уходить. Именно поэтому Путин обязан остаться».
В 2019 году Стариков стал финалистом антипремии «Почётный академик ВРАЛ» за продвижение в своих книгах по геополитике и истории всевозможных конспирологических теорий.
Использование денег, собираемых для «вдов и сирот Донбасса» не по назначению
По словам бывшего однопартийца «Партии Великое Отечество» и соучредителя «Профсоюза граждан России» Виктора Шеренко в августе 2017 года Николай Стариков обратился с призывом сбора денег для помощи вдовам и сиротам Донбасса, заявив себя гарантом честности и прозрачности процесса. После того, как было собрано около 2,5 млн рублей, часть из этих денег Стариков якобы хотел пустить не по назначению, а на зарплаты аппарата партии. В самой партии из-за этого случился раскол, партия была реорганизована в общественное движение. На попытки журналистов «Фонтанка.ру» взять комментарий по этой ситуации Стариков ответил, что очень занят и времени на разговор у него нет.

## Санкции
15 января 2023 года, на фоне вторжения России на Украину, был внесён в санкционный список Украины лиц «которые публично призывают к агрессивной войне, оправдывают и признают законной вооруженную агрессию РФ против Украины, временную оккупацию территории Украины». Ранее Стариков, как российский пропагандист, был внесён ФБК в список коррупционеров и разжигателей войны с предложением введения против него международных санкций.

## Книги
| №  | Название | Год издания | Издатель        | Кол-во страниц | Тираж                              |
| -- | --- | ----------- | --------------- | -------------- | ---------------------------------- |
| 1  | «Кто убил Российскую империю? Главная тайна XX века»                                                          | 2006        | М.: Яуза, Эксмо | 512            | 4 000 экз.                         |
| 1  | «Февраль 1917: революция или спецоперация?» (2 издание)                                                       | 2007        | М.: Яуза, Эксмо | 320            | 5 000 экз.                         |
| 1  | «1917. Не революция, а спецоперация!» (3 издание)                                                             | 2007        | М.: Яуза, Эксмо | 320            | 4 100 экз.                         |
| 1  | «1917. Разгадка русской революции» (4 издание)                                                                | 2008        | М.: Эксмо       | 416            | 5 000 экз.                         |
| 1  | «1917. Разгадка русской революции» (5 издание)                                                                |             | СПб.: Питер     | 416            | 3 000 экз.                         |
| 2  | «Мифы и правда о Гражданской войне. Кто добил Россию?»                                                        | 2006        | М.: Яуза, Эксмо | 512            | 4 000 экз.                         |
| 2  | «1917. Кто убил Россию» (2 издание)                                                                           | 2007        | М.: Яуза, Эксмо | 448            | 4 000 экз.                         |
| 2  | «Ликвидация России. Кто помог красным победить в Гражданской войне?» (3 издание), (+ аудиодиск, читает автор) | 2010 2012   | СПб.: Питер     | 384            | 5 000 экз. 3 000 экз. (доп. тираж) |
| 3  | «Преданная Россия. Наши „союзники“ от Бориса Годунова до Николая II»                                          | 2007        | М.: Яуза, Эксмо | 320            | 4 000 экз.                         |
| 3  | «Преданная Россия. Мифы и правда о наших „союзниках“» (2 издание)                                             | 2007        | М.: Яуза, Эксмо | 352            | 4 000 экз.                         |
| 3  | «Главный враг России. Всё зло приходит с Запада» (3 издание)                                                  | 2008        | М.: Яуза, Эксмо | 320            | 5 000 экз.                         |
| 3  | «Запад против России. Главный враг России» (4 издание)                                                        | 2009        | М.: Яуза, Эксмо | 320            | 4 000 экз.                         |
| 3  | «Как предавали Россию» (5 издание), (+ аудиодиск, читает автор)                                               | 2010        | СПб.: Питер     | 336            | 3 000 экз.                         |
| 4  | «От декабристов до моджахедов»                                                                                | 2008        | СПб.: Питер     | 288            | 2 700 экз.                         |
| 4  | «Кто финансирует развал России? От декабристов до моджахедов» (+ аудиодиск, читает автор)                     | 2010        | СПб.: Питер     | 288            | 3 500 экз.                         |
| 4  | «От декабристов до террористов. Инвестиции в Хаос»                                                            | 2020        | М.: Эксмо       | 416            | 1 500 экз.                         |
| 5  | «Кто заставил Гитлера напасть на Сталина»                                                                     | 2008        | СПб.: Питер     | 368            | 4 000 экз.                         |
| 5  | «Кто заставил Гитлера напасть на Сталина. Роковая ошибка Гитлера» (+ аудиодиск, читает автор)                 | 2009        | СПб.: Питер     | 368            | 3 000 экз.                         |
| 6  | «Шерше ля нефть. Почему наш Стабилизационный фонд находится там?»                                             | 2008        | СПб.: Питер     | 272            | 7 000 экз.                         |
| 7  | «Кризи$: Как это делается»                                                                                    | 2009        | СПб.: Питер     | 304            | 7 000 экз.                         |
| 7  | «Кризи$: Как это делается» (+ аудиодиск, читает автор)                                                        | 2011        | СПб.: Питер     | 304            | 1 000 экз. 5 000 экз. (доп. тираж) |
| 8  | «Спасение доллара — война»                                                                                    | 2010        | СПб.: Питер     | 256            | 10 000 экз. (доп. тираж)           |
| 9  | «Национализация рубля — путь к свободе России» (+ аудиодиск, читает автор)                                    | 2011        | СПб.: Питер     | 336            | 20 000 экз.                        |
| 10 | «Хаос и революции — оружие доллара»                                                                           | 2011        | СПб.: Питер     | 330            | 15 000 экз.                        |
| 10 | «Хаос и революции — оружие доллара» (2 издание)                                                               | 2018        | СПб.: Питер     | 368            |                                    |
| 11 | «Сталин. Вспоминаем вместе» (+ аудиодиск, читает автор)                                                       | 2012        | СПб.: Питер     | 416            | 20 000 экз.                        |
| 12 | «Геополитика: Как это делается»                                                                               | 2013        | СПб.: Питер     | 368            | 40 000 экз.                        |
| 13 | «Украина. Хаос и революция — оружие доллара»                                                                  | 2014        | СПб.: Питер     | 240            | 10 000 экз.                        |
| 14 | «Россия. Крым. История» (+ аудиодиск, читает автор)                                                           | 2014        | СПб.: Питер     | 252            | 30 000 экз.                        |
| 15 | «Власть. Книга с иллюстрациями, но без картинок»                                                              | 2016        | СПб.: Питер     | 320            | 7000 экз., 4000 экз., 3000 экз.    |
| 16 | «Лаконизмы. Политика. Власть. Общество»                                                                       | 2016        | СПб.: Питер     | 176            | 30 000 экз.                        |
| 17 | «Война. Чужими руками»                                                                                        | 2017        | М.: Эксмо       | 352            | 25 000 экз., 4000 экз.             |
| 18 | «Ненависть. Хроники русофобии»                                                                                | 2018        | СПб.: Питер     | 352            | 20 000 экз.                        |
| 19 | «Сталин. После войны. Книга первая. 1945—1948»                                                                | 2019        | М.: Эксмо       | 416            |                                    |
| 20 | «Сталин. После войны. Книга вторая. 1948—1953»                                                                | 2020        | М.: Эксмо       | 416            |                                    |

## Переводные издания
- В конце 2009 года книга «Кризис. Как это делается» была издана на украинском языке[57].
- В конце марта 2011 года книга «Шерше ля Нефть» была издана на украинском языке.
- В конце октября 2012 года вышла книга «Национализация рубля. Путь к свободе России» на английском языке.
- В марте 2013 года книга «Сталин. Вспоминаем вместе» вышла в свет на украинском языке.
- В сентябре 2015 года книга «Кто заставил Гитлера напасть на Сталина? Роковая ошибка Гитлера» вышла на монгольском под названием «Тайные владыки Гитлера».
- В октябре 2015 года вышла книга «Украина. Хаос и революция — оружие доллара» на немецком языке[58]. Презентация прошла в ходе выступления Николая Викторовича в германском городе Бад-Зоден-Аллендорф.

## Интервью СМИ
- Николай Стариков: когда закончится кризис и кто его сделал — 23.03.2009 «Деловой Петербург»
- Николай Стариков: «США специально организовали кризис. Чтобы поставить на место Россию!» — 29.04.2009 — «Вкризис.ру»
- Николай Стариков: «Мы входим в новый виток геополитических битв» — 19.06.2009 — Газета «Слово» Архивная копия от 13 апреля 2013 на Wayback Machine
- Николай Стариков: «Главный миф — демократия» — 30.09.2009 — Газета «Завтра»
- Арктик Си. Провокация — 04.09.09 — Газета «Волга»
- Николай Стариков: «Зачем завоёвывать мир, если его можно купить?» — 13.09.2009 — Газета «Час пик»
- Кто «руководит» мировым кризисом? (онлайн конференция) — 04.09.2009 — Газета «Аргументы и факты»

## Выступления на радио и ТВ
- Русская политика (передача с Николаем Стариковым на Питер. ТВ)
- Каталог видеолекций и интервью Николая Старикова
- Авторская еженедельная программа «По сути дела» на радио «Комсомольская правда».